# John Hervey, 2:e baron Hervey
John Hervey, 2:e baron Hervey av Ickworth, född den 13 oktober 1696, död den 5 augusti 1743, var en engelsk adelsman, son till John Hervey, 1:e earl av Bristol, far till George Hervey, 2:e earl av Bristol, Augustus Hervey, 3:e earl av Bristol och Frederick Hervey, 4:e earl av Bristol.
Lord Hervey spelade som drottning Karolinas förtrogne en betydande roll vid Georg II:s hov. Hans Memoirs of the reign of George the second (utgivna 1848; ny upplaga i 3 band, 1884) är berömda och kulturhistoriskt intressanta.